# South African Broadcasting Corporation
Die South African Broadcasting Corporation (SABC) bzw. Suid-Afrikaanse Uitsaaikorporasie (SAUK) ist die im Jahre 1936 gegründete öffentliche Radio- und Medienanstalt von Südafrika. Sie betreibt sechs Fernseh- und 19 Radioprogramme.

## Geschichte

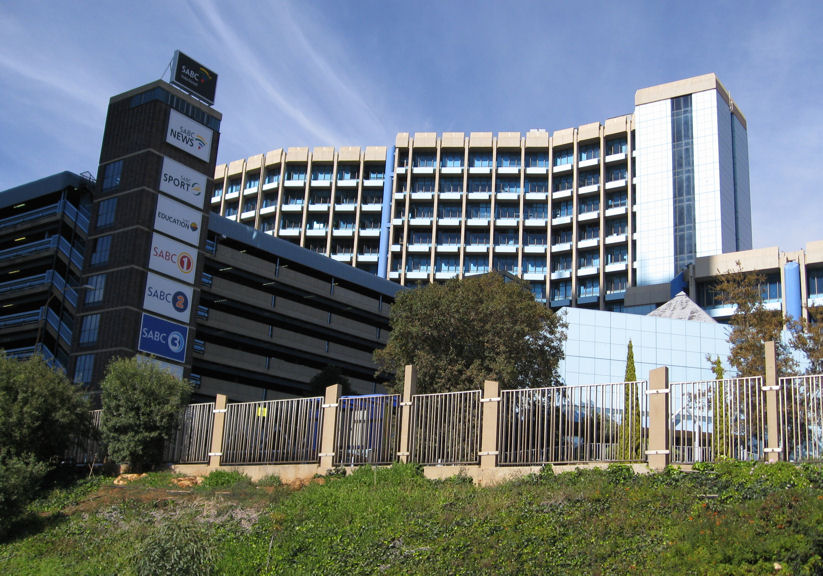
Hauptquartier der SABC im Johannesburger Vorort Auckland Park

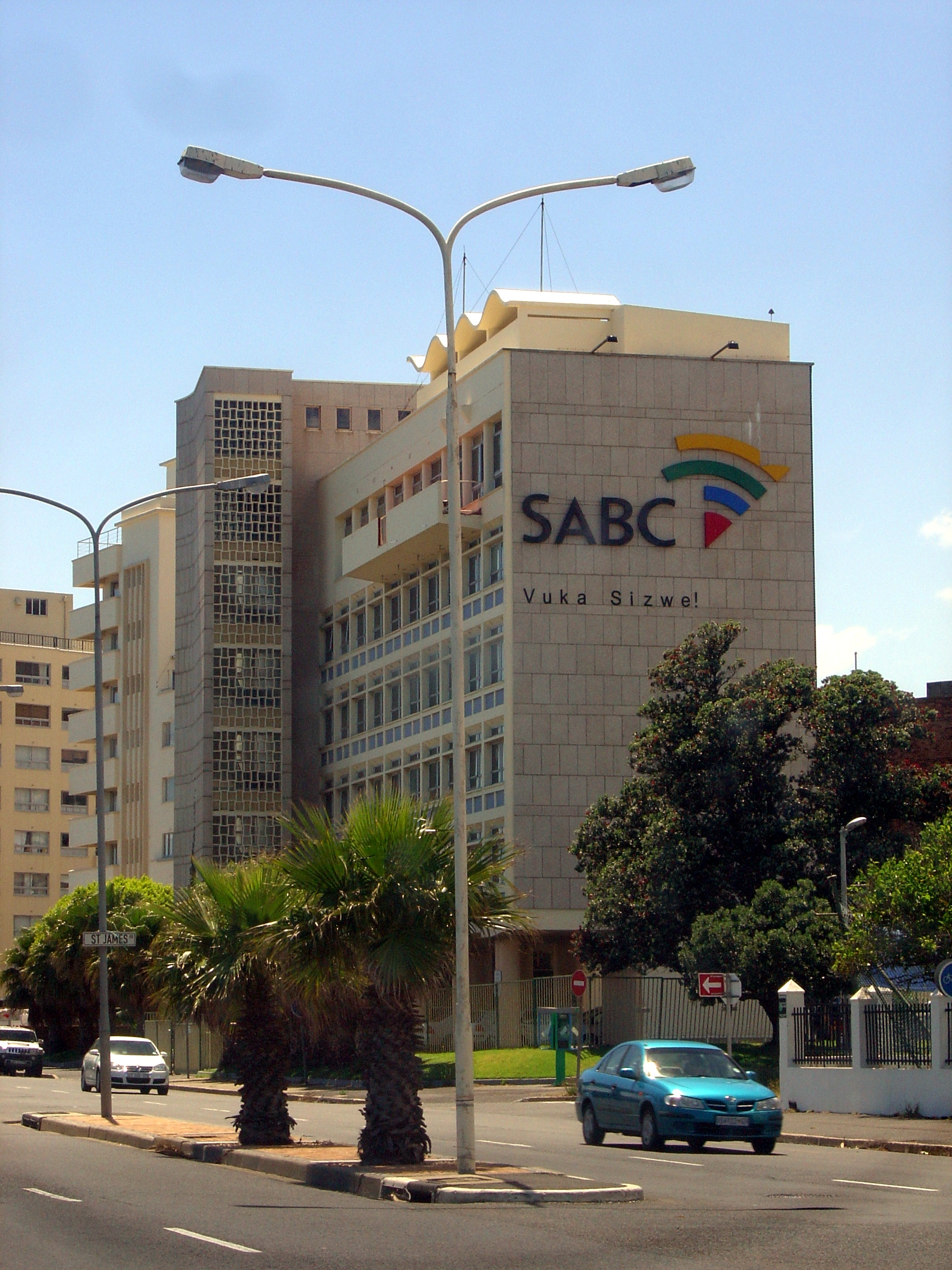
SABC-Niederlassung in Kapstadt

Die South African Broadcasting Corporation (SABC) wurde im Jahr 1936 gegründet und ersetzte die seit 1927 bestehende African Broadcasting Corporation (ABC). Die SABC besaß lange Zeit das Sendemonopol in Südafrika und wurde von der Regierung kontrolliert. 1936 wurde der Sendebetrieb auf Englisch aufgenommen, ein Jahr später kam das zweite Hörfunkprogramm auf Afrikaans hinzu. Ab 1940 gab es zudem Sendungen in afrikanischen Sprachen.
Von 1950 bis 1985 betrieb die SABC einen kommerziellen Rundfunksender (Springbok Radio) mit Sendungen auf Englisch und Afrikaans und sendet seit 1976 auch Fernsehprogramme.
Ab 1996 wurde die SABC im Hinblick auf die demokratischen Veränderungen im Land umstrukturiert und bietet heute Rundfunk- und Fernseh-Vollprogramme in den offiziellen Sprachen der Republik Südafrika an. Das Rundfunkgesetz von 1999 machte aus der öffentlich-rechtlichen Corporation ein staatliches Unternehmen (State-Owned Company Ltd).
Bis 1979 war die SABC auch in Namibia tätig, das zu dieser Zeit unter südafrikanischer Kontrolle war. Ab diesem Jahr war dafür die South West African Broadcasting Corporation (SWABC) zuständig. Aus ihr wurde nach der Unabhängigkeit von Namibia im Jahr 1990 die Namibian Broadcasting Corporation (NBC).
Ein Kontinuum in der Geschichte der Station bildet der Vorwurf der Regierungsnähe. Wurde der SABC zu Zeiten der weißen Minderheitsregierung vorgeworfen, die Apartheidspolitik zu unterstützen, so wurde später ihre Abhängigkeit vom Afrikanischen Nationalkongress ANC kritisiert:
Während der weißen Herrschaft in Südafrika gehörte zeitweise die Mehrheit der leitenden Angestellten der SABC dem Broederbond, einer Afrikaaner-Geheimorganisation, an. Und im Verlauf des Ausbaus der Fernsehprogramme der SABC ging im Februar 1983 die Funktion des Generaldirektors von Riaan Eksteen, einem ehemaligen UN-Botschafter Südafrikas, an Steve de Villiers über. Der Mediensprecher der Progressive Federal Party bezeichnete diesen personellen Wechsel als einen Akt zur Integration des Senders in das Staatssystem und seine Reduzierung zum Sprachrohr der Nasionale Party.
Auch nach der Umstrukturierung 1996 wird der SABC vorgeworfen, im Nachrichtenbereich die regierende Partei, in diesem Fall den Afrikanischen Nationalkongress ANC, zu bevorzugen. In einer Entscheidung des High Court in Johannesburg wurde 2011 festgestellt, dass es unter SABC-Geschäftsführer Snuki Zikalala 2006/07 – in vielen Fällen auf direkte Anweisung des damaligen südafrikanischen Präsidenten Thabo Mbeki – eine „weitreichende Manipulation der Nachrichten“ gegeben habe und kritische Journalisten entlassen worden seien.
Im Januar 2014, im Vorfeld der Parlamentswahlen, wies die SABC-Vorstandsvorsitzende Ellen Zandile Tshabalala Journalisten darauf hin, dass deren Kommunikation durch den südafrikanischen Geheimdienst abgehört werde und sie sich deshalb loyal zum regierenden ANC zu verhalten hätten. Nach dem Aufkommen öffentlicher Empörung gab Tshabalala an, ihre Äußerungen seien aus dem Zusammenhang gerissen worden.
Trotz der kritisierten Informationspolitik der SABC ist der Sender bis heute der dominierende Anbieter von Rundfunk- und Fernsehprogrammen in Südafrika.

## Hörfunk
Die SABC richtete zunächst Hörfunkdienste in den damaligen offiziellen Sprachen des Landes, Englisch und Afrikaans, auf Mittelwelle ein. Ausstrahlungen in afrikanischen Sprachen wie isiZulu, isiXhosa, Sesotho und Setswana folgten später. Im Jahre 1950 startete unter dem Namen Springbok Radio der erste private Radiosender, er sendete auf Mittelwelle auf Englisch und Afrikaans. Regionale Musikstationen starteten über Ultrakurzwelle in den frühen 1960er Jahren.
Im Jahre 1966 wurde ein internationaler Sender mit dem Namen Radio RSA gestartet, der auf Kurzwelle in zwölf Sprachen, darunter Englisch, Afrikaans, Swahili, Französisch, Portugiesisch, Niederländisch und Deutsch sendete (ab 1984 noch in elf Sprachen). Er trägt heute den Namen Channel Africa.
Im Jahre 1996, nach dem Ende der Apartheid, strukturierte die SABC ihre Sender sehr stark um. Aus dem Hauptsender in englischer Sprache wurde SAfm. Außerdem wurden einige schwarze Radiosprecher eingestellt. Nach Anfangsschwierigkeiten wurde der neue Sender wieder sehr populär und zu einem Flaggschiff der neuen Demokratie. Aufgrund von Differenzen zwischen der Regierung und der Medienanstalt wurde der Sender im Jahr 2003 nochmals neu strukturiert. Unter diesen Änderungen litt der Sender allerdings sehr stark. Der Hauptsender in Afrikaans wurde 1995 in Radio Sonder Grense umbenannt.
Nach dem Ende der Apartheid erhielt die SABC verstärkte Konkurrenz durch zahlreiche neue regionale und lokale Privatradios, von denen zuvor nur wenige aus dem Ausland oder Homelands nach Südafrika einstrahlten. Zudem verkaufte die SABC in den 1990er Jahren ihre kommerziellen Regionalsender, darunter Highveld/Hoëveld Stereo, Kfm, Radio Oranje.

### Senderliste
Die SABC veranstaltet 19 Hörfunkprogramme.
| Name (Bedeutung)                               | Start, ehem. Name                        | Ort          | Sprache                      | Hörer pro Woche 2020/21 in Tsd. |
| ---------------------------------------------- | ---------------------------------------- | ------------ | ---------------------------- | ------------------------------- |
| SAfm                                           | 1936-08-01 A Programme, English Service  | Johannesburg | Englisch                     | 192                             |
| Radio Sonder Grense (RSG) (Radio ohne Grenzen) | 1937-10-27 B Programme, Afrikaanse Diens | Johannesburg | Afrikaans                    | 1329                            |
| Channel Africa                                 | 1951-12 Africa Service, Radio RSA        | Johannesburg | eng, fra, loz, nya, por, swa | ?                               |
| Lesedi FM (Licht)                              | 1962-01-01 Radio Sesotho                 | Bloemfontein | Sesotho                      | 3346                            |
| Ukhozi FM (Adler)                              | 1962-01-01 Radio Zulu                    | Durban       | isiZulu                      | 7607                            |
| Motsweding FM (Brunnen)                        | 1962-06-01 Radio Setswana                | Mahikeng     | Setswana                     | 2755                            |
| Thobela FM (Hallo)                             | 1962-06-01 Radio Lebowa                  | Polokwane    | Sepedi                       | 2925                            |
| Good Hope FM [kommerziell]                     | 1965-07-01 Radio Good Hope               | Kapstadt     | Englisch, Afrikaans          | 468                             |
| Munghana Lonene FM (Wahrer Freund)             | 1965 Radio Tsonga                        | Polokwane    | Xitsonga                     | 1208                            |
| Phala Phala FM (Antilope)                      | 1965 Radio Venda                         | Polokwane    | Tshivenda                    | 804                             |
| Umhlobo Wenene FM (Wahrer Freund)              | 1966 Radio Xhosa                         | Gqeberha     | isiXhosa                     | 5850                            |
| 5FM [kommerziell]                              | 1972-06-01 LM Radio                      | Johannesburg | Englisch                     | 607                             |
| Ligwalagwala FM (Loerie Bird)                  | 1982 Radio Swazi                         | Mbombela     | Siswati                      | 1090                            |
| Lotus FM                                       | 1983-01-08 Radio Lotus                   | Durban       | Englisch                     | 185                             |
| Ikwekwezi FM (Stern)                           | 1983-03-16 Radio Ndebele                 | Johannesburg | isiNdebele                   | 1090                            |
| Metro FM [kommerziell]                         | 1986-09-01 Radio Metro                   | Johannesburg | Englisch                     | 4331                            |
| Radio 2000                                     | 1987-01-01                               | Johannesburg | Englisch                     | 751                             |
| X-K FM                                         | 2000-08                                  | Kimberley    | ǃXu, Khwe                    | 3                               |
| TruFM                                          | 2002-09 CKI FM                           | Bhisho       | Englisch, isiXhosa           | 187                             |

Dazu kommt seit 2011/12 Springbok Radio Revisited als Archivradio.
Ehemalige Programme:
- Springbok Radio (1950–1985)
- Schools Radio Service (1964–)
- Radio Orion (Nachtprogramm, 1982–1990)
- Radio Allegro (klassische Musik, 1985–1993)

regional (1994/96 privatisiert; vgl. oben Good Hope FM):
- Radio Highveld/Radio Hoëveld, Johannesburg (1964–1996) → 947
- Radio Port Natal, Durban (1967–1994) → East Coast Radio
- Radio Oranje, Bloemfontein (1985–1996) → OFM
- Radio Jacaranda/Jakaranda, Pretoria (1985–1994) → Jacaranda FM
- Radio Algoa, Port Elizabeth (1986–1996) → Algoa FM
- Radio Kontrei/Kfm, Kapstadt (1990–1996) → kfm

in Südwestafrika (1979 zur NBC):
- Radio Ovambo (1969–1979)
- Radio Herero (1969–1979)
- Radio Damara Nama (1969–1979)
- Radio Kavango (1976–1979)

in Bophuthatswana:
- Radio Bop
- Radio Sunshine[10]

## Fernsehen
Die Republik Südafrika war weltweit eines der letzten Länder, in denen Fernsehen eingeführt wurde, obwohl Südafrika das wirtschaftlich höchstentwickelte Land Afrikas war und weitaus ärmere afrikanische Staaten das Fernsehen früher einführten. Der Grund für die Ablehnung des Fernsehens lag vor allem in konservativen südafrikanischen Kreisen, die es als Gefahr für das politische und gesellschaftliche System des Landes betrachteten. Man fürchtete, Kinder und Jugendliche würden durch das neue Medium unvorteilhaft beeinflusst. Auch könnten importierte Filme und Serien, etwa aus den USA, ein unerwünschtes Miteinander schwarzer und weißer Menschen vorführen. Des Weiteren wurde befürchtet, dass die Ausstrahlung von Werbung der schwarzen Bevölkerung ihre schlechte ökonomische Lage vor Augen führe, indem Produkte beworben würden, die sie sich nicht leisten könnte.
So war Südafrika einer der wenigen Staaten der Erde, in denen die Mondlandung 1969 nicht live übertragen werden konnte.
Nach langen Diskussionen über die Einführung des Fernsehens wurden im Jahr 1975 in einigen Großstädten Testsendungen vorgenommen. Am 6. Januar 1976 wurde das erste Fernsehprogramm landesweit gestartet. Die Finanzierung wird seit 1978 über die von der Bevölkerung erhobene Rundfunkgebühr gesichert. Zu Beginn wurden Sendungen in Englisch und Afrikaans ausgestrahlt, zahlreiche ausländische Produktionen liefen in einer afrikaansen Synchronfassung. Die einheimische Seifenoper The Villagers, die rund um eine Goldmine spielt, erreichte hohe Popularität, während andere einheimische Produktionen wie etwa The Dingleys als amateurhaft kritisiert wurden.
Ein Vorteil der späten Einführung des Fernsehens in Südafrika war, dass von Anfang an in Farbe gesendet werden konnte und man sich die Umstellung von Schwarzweiß auf Farbe ersparte.
Im Dezember 1981 gingen zwei weitere Fernsehprogramme auf Sendung, die TV2 und TV3 genannt wurden. Ihre Sendungen erfolgten in fünf afrikanischen Landessprachen. Der Hauptsender wurde ab diesem Zeitpunkt TV1 genannt und war für die Informationsbedürfnisse der weißen, farbigen und indischstämmigen Bevölkerungsgruppe konzipiert.
Der dritte Sender, Topsport Surplus (TSS), war hauptsächlich für Sportübertragungen gedacht. Später wurde er in National Network TV (NNTV) umbenannt.
Die Sender konnten auch in den Nachbarstaaten wie Botswana, Lesotho und Swasiland empfangen werden. Außerdem half die SABC der South West African Broadcasting Corporation in Namibia 1981, einen eigenen Fernsehsender aufzubauen. Zu Beginn wurden die meisten Programmteile aus Südafrika übernommen.
Im Jahr 1996 strukturierte die SABC ihre Fernsehprogramme neu, damit die Landessprachen besser repräsentiert würden. Die neuen Programme hießen SABC 1, SABC 2 und SABC 3. Daraus resultierte eine Verminderung der Sendezeit in afrikaanser Sprache. Zudem übernahm die SABC den 1984 geschaffenen Fernsehsender Bophuthatswana Broadcasting Television (Bop TV) aus dem Homeland Bophuthatswana, der in Setswana, Englisch und Afrikaans arbeitete. Außerdem wurde der Sender SABC Africa gegründet, der auf dem ganzen Kontinent empfangen werden konnte und dessen Ausstrahlung 2008 endete.
Um 2005 waren zwei weitere TV-Regionalsender (SABC4 und SABC5) in die Planung gegangen. Sie sollten in diversen afrikanischen Sprachen ohne englischsprachige Anteile für den nördlichen und südlichen Landesteil senden. Dieses Vorhaben wurde zunächst nicht weiter verfolgt, weil die Finanzierungsbedingungen zur Lizenzierung durch die Regulierungsbehörde ICASA nicht erfüllt wurden. Es wurde eine Finanzierung aus dem staatlichen Haushalt gefordert. Diesbezügliche Überlegungen erstreckten sich über das Jahr 2016 hinaus.

### Senderliste

#### 1976 bis 1995
- TV1 (1976)
- TV2 (1982)/CCV-TV (1992)
- TV3 (1982)/CCV-TV (1992)
- TV4 (1984)/CCV-TV (1992)
- TSS (1990)/NNTV (1994)

#### Seit 1996
- SABC1, verschiedene Sprachen
- SABC2, verschiedene Sprachen (auch Afrikaans)
- SABC3, Englisch (kommerziell)
- SABC News (2013)
- SABC Education (2020)
- SABC Sport (2021)

Ehemals:
- SABC Africa (1998–2008)
- SABC Encore (2015–2020)

## Programmzeitschriften
Programmzeitschriften waren SAUK/SABC Bulletin (1961–1973), später Family Radio and TV/Radio en TV Dagboek.